# Charles Kohler
Charles Kohler (n. 9 octombrie 1900, Geneva, Geneva, Elveția – d. 8 decembrie 1979) a fost un fotbalist și inginer horticultor, de origine elvețiană, care a evoluat pentru echipa națională de fotbal a României.

## Cariera internațională
Charles Kohler a jucat un singur meci la nivel internațional pentru România într-un amical din 1925, care s-a încheiat cu o înfrângere cu 2-1 în fața Turciei.

## Realizări
Tricolor București
- Divizia A : 1920–21[2]